# Vaso Ariazzolo
Il Vaso Ariazzolo è una roggia che irriga la campagna compresa fra i comuni di Trenzano, Corzano e Brandico.

## Percorso
Il vaso raccoglie le acque sorgive nei terreni compresi fra il Vaso Barbaresca e il Vaso Fiume di Trenzano.
Con la denominazione di Serioletta Ariazzolo, scende in direzione sud, raccogliendo altre risorgive per poi separarsi in due rami: la Serioletta, che confluisce nella roggia Cadignana, e l'Ariazzolo vero e proprio.
Quest'ultimo prosegue il percorso verso sud sottopassando il Barbaresca e la statale di Orzinuovi, in località Tre Ponti, per poi irrigare la campagna della località Cassevico I. Proseguendo verso sud-est, un partitore consegna in sponda destra parte delle acque alla roggia Campagna. Un tempo il vaso irrigava anche i terreni della cascina Cassevico II, ma le acque vengono gettate nel Vaso Barbaresca.